# Bruce Grobbelaar
Bruce Grobbelaar (* 6. října 1957, Durban, Jihoafrická republika) je bývalý zimbabwský fotbalový brankář, který chytal 13 let za Liverpool FC v jeho nejslavnější éře.
Začínal v klubu Bulawayo Highlanders, pak krátce působil v Durban City a kanadském Vancouver Whitecaps. V roce 1981 přestoupil do Liverpoolu, za který odchytal 628 zápasů. Byl členem týmu, který se stal šestkrát anglickým mistrem. Také vyhrál s Liverpoolem Pohár mistrů evropských zemí 1983/84, když ve finále porazil AS Řím na penalty. Grobbelaar zaujal tím, že při rozstřelu podivnými pohyby znervózňoval soupeřovy střelce, podobně jako Jerzy Dudek o 21 let později. Odchytal také 32 zápasů za zimbabwskou reprezentaci. Po odchodu z Liverpoolu hrál krátce za Southampton FC, Plymouth Argyle a Oldham Athletic. Působil i jako trenér v jihoafrickém klubu Manning Rangers a jako televizní komentátor.
V roce 1994 obvinil The Sun Grobbelaara z prodávání zápasů, před soudem hráč sice dokázal svou nevinu, ale následující proces pro urážku na cti prohrál.
V roce 2006 byl v anketě liverpoolských fanoušků zvolen 17. nejoblíbenějším hráčem v dějinách klubu (na druhém místě mezi gólmany).

## Úspěchy
- Premier League: 1982, 1983, 1984, 1986, 1988, 1990
- FA Cup: 1986, 1989, 1992
- Liga mistrů UEFA: 1984